# Wilhelm Kingenheimer
Franz Christian Wilhelm Kingenheimer (* 30. September 1830 in Frankfurt am Main; † 3. März 1857 in Kettenheim, Großherzogtum Hessen) war ein deutscher Historienmaler.

## Leben

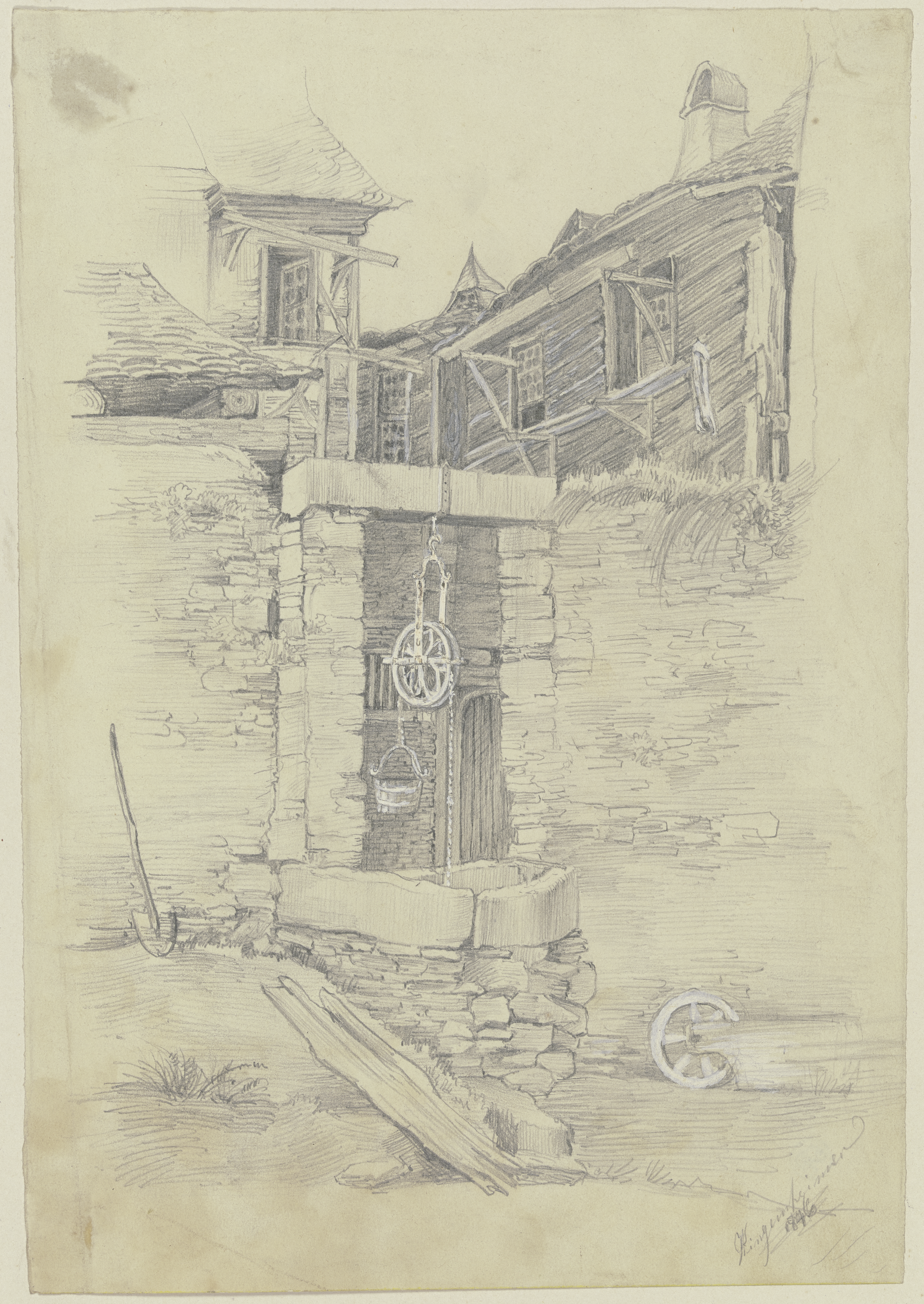
Brunnen bei einem Bauernhof, Zeichnung 1846, Städelsches Kunstinstitut

Kingenheimer, mütterlicherseits ein Enkel des Malers Johann Peter Beer, studierte in den Jahren von 1845 bis 1848 unter Jakob Becker und Johann David Passavant am Städelschen Institut in Frankfurt am Main. Nachdem er eine Weile in Düsseldorf die dortige Malerschule kennengelernt hatte, setzte er in den Jahren 1851/1852 sein Studium am Städelschen Institut fort.
Kingenheimer war Frankfurt ansässig, wo er sich insbesondere mit Figuren der Reformation befasste. In dieser Zeit entstanden seine Historienbilder Hus, zum Widerruf seiner Lehre aufgefordert (1855), Luther, seine Thesen anschlagend (1856 auf der Berliner Akademie-Ausstellung, 1857 in Stettin ausgestellt) sowie Hus auf dem Scheiterhaufen. In dem Werk Frankfurter Album-Blätter (Frankfurt am Main, H. Keller), das 17 lithografierte Blätter nach Originalen Frankfurter Künstler enthält, ist er vertreten. Kingenheimer starb während einer Reise, die er zur Wiederherstellung seiner Gesundheit unternommen hatte.